# 元暉業
元 暉業（げん きぎょう、生年不詳 - 551年）は、北魏・東魏の皇族。字は紹遠。北魏の景穆帝拓跋晃の玄孫にあたる。

## 経歴
北魏の済陰王元弼の子として生まれた。若い頃は無頼で、こそ泥たちと交友した。成長すると態度を改め、読書に励み、文章をしたため、大志を抱くようになった。建義元年（528年）、上訴して父の済陰王の爵位を継ぎ、散騎常侍となった。永安2年（529年）2月、行台尚書を兼ね、都督の李徳龍・丘大千を率いて梁国に駐屯した。南朝梁の陳慶之の侵攻があり、暉業は征東将軍に任じられ、羽林庶子2万人を率いて考城に駐屯したが、4月に城を攻め落とされて捕らえられた。のちに解放された。東魏の天平2年（535年）3月、司空に上った。8月、事件に連座して免官された。武定2年（544年）9月、太尉となった。のちに特進を加えられ、中書監や録尚書事をつとめた。あるとき高澄が「何を読んでいるのか」と暉業に訊ねると、「伊尹・霍光の伝記を読んで、曹氏や司馬氏の書を読んでおりません」と答えた。これは高氏による簒奪の企みを牽制する発言であった。
暉業の時運は衰え、ただ飲み食いをして暮らすようになった。天保元年（550年）、北斉が建国されると、美陽県公に降封され、開府儀同三司・特進となった。暉業は交友もなくなり、暇にあかして魏の藩王の家伝を撰して、『弁宗録』40巻（『弁宗室録』30巻ともいう）を編んだ。
天保2年（551年）、文宣帝の車駕に従って晋陽に到着し、宮門の外で彭城王元韶が北斉に膝を屈したことを罵った。それを文宣帝が聞いて暉業を殺し、また臨淮公元孝友を斬った。孝友は刑に臨んで、恐慌のあまり挙措を失ったが、暉業は泰然自若としていた。氷に穴を掘ってその屍を沈められた。

## 伝記資料
- 『魏書』巻19上 列伝第7上
- 『北斉書』巻28 列伝第20
- 『北史』巻17 列伝第5